# Lekkoatletyka na Letnich Igrzyskach Olimpijskich 1932 – skok wzwyż kobiet

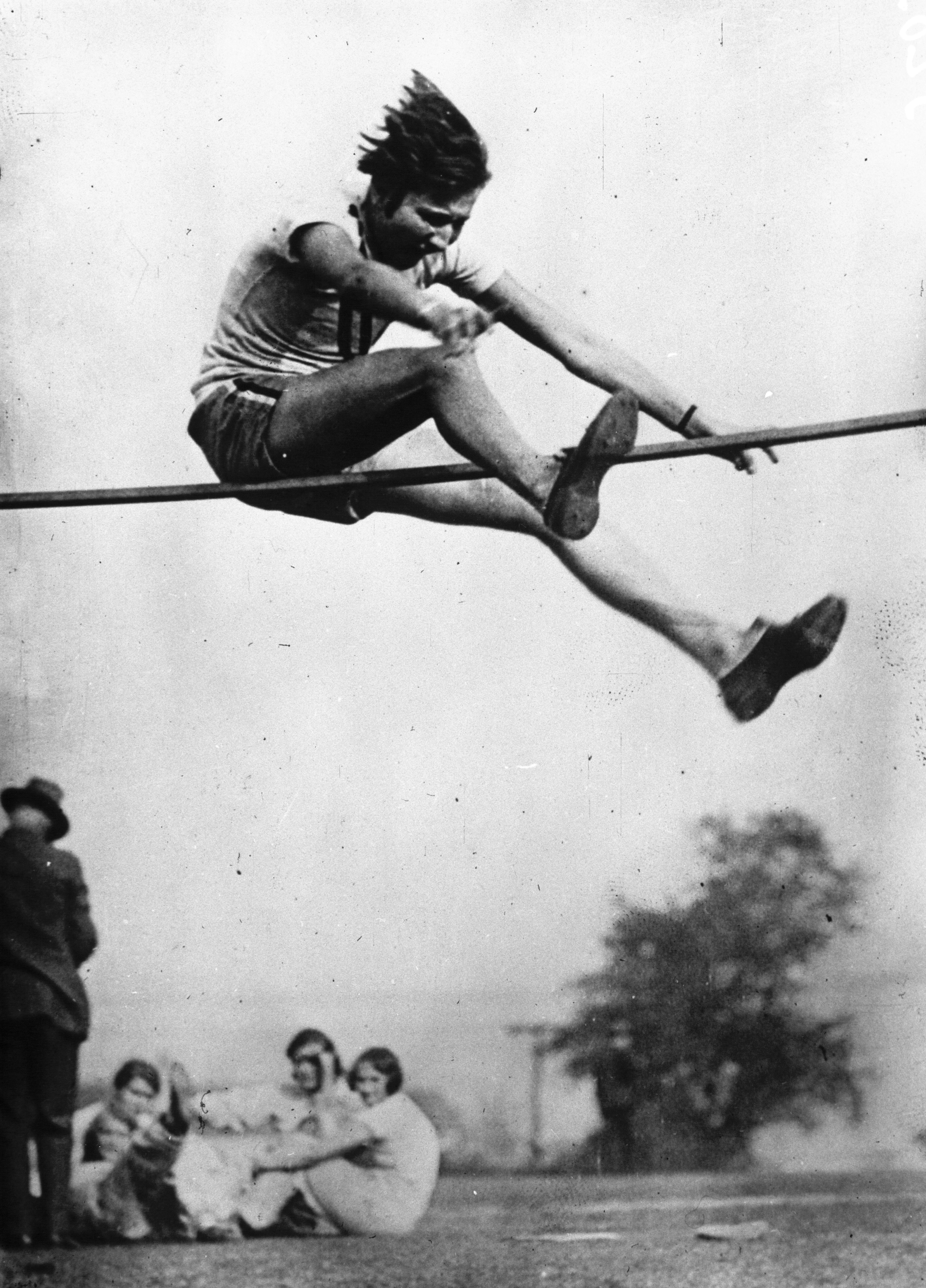
Jean Shiley

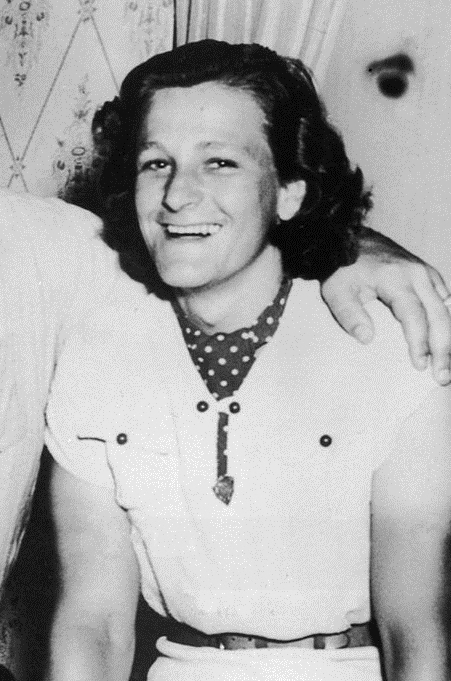
Mildred Didrikson

Skok wzwyż kobiet był jedną z konkurencji lekkoatletycznych rozgrywanych podczas igrzysk olimpijskich w Los Angeles. Zawody odbyły się w dniu 7 sierpnia 1932 roku na stadionie Los Angeles Memorial Coliseum. Wystartowało 10 zawodniczek z 6 krajów.

## Rekordy
|                   | Zawodniczka      | Wynik | Miejsce   | Data                 |
| ----------------- | ---------------- | ----- | --------- | -------------------- |
| Rekord świata     | Lien Gisolf      | 1,62  | Amsterdam | 12 czerwca 1932(dts) |
| Rekord olimpijski | Ethel Catherwood | 1,595 | Amsterdam | 2 sierpnia 1928(dts) |

## Terminarz
| Data            |       | Godzina |
| --------------- | ----- | ------- |
| 7 sierpnia 1932 | Finał | 14:30   |

## Wyniki
Rozegrano tylko serię finałową. Shiley i Didrikson skoczyły 1,65 m (poprawiając tym samym rekord świata) i strąciły trzykrotnie wysokość 1,67 m. W zarządzonej dogrywce Shiley zaliczyła 1,67 m, a skok Didrikson uznano za sprzeczny z ówcześnie obowiązującymi przepisami.
| Pozycja | Zawodniczka       | Kraj              | 1,41 m | 1,44 m | 1,48 m | 1,50 m | 1,52 m | 1,55 m | 1,58 m | 1,60 m | 1,62 m | 1,65 m | 1,67 m | Dogrywka (1,67 m) | Wynik |
| ------- | ----------------- | ----------------- | ------ | ------ | ------ | ------ | ------ | ------ | ------ | ------ | ------ | ------ | ------ | ----------------- | ----- |
| 1.      | Jean Shiley       | Stany Zjednoczone | –      | –      | –      | o      | o      | o      | o      | o      | o      | o      | xxx    | o                 | 1,65  |
| 2.      | Mildred Didrikson | Stany Zjednoczone | –      | –      | –      | o      | o      | o      | o      | o      | o      | xo     | xxx    | x                 | 1,65  |
| 3.      | Eva Dawes         | Kanada            | –      | –      | –      | o      | o      | o      | o      | xo     | xxx    | –      | –      | –                 | 1,60  |
| 4.      | Lien Gisolf       | Holandia          | –      | –      | –      | o      | o      | xxo    | o      | xxx    | –      | –      | –      | –                 | 1,58  |
| 5.      | Marjorie Clark    | Południowa Afryka | –      | –      | –      | o      | xo     | xxo    | xxo    | xxx    | –      | –      | –      | –                 | 1,58  |
| 6.      | Annette Rogers    | Stany Zjednoczone | –      | –      | –      | –      | o      | o      | xxo    | xxx    | –      | –      | –      | –                 | 1,58  |
| 7.      | Helma Notte       | Niemcy            | –      | –      | –      | –      | xo     | o      | xxx    | –      | –      | –      | –      | –                 | 1,55  |
| 8.      | Yuriko Hirohashi  | Japonia           | –      | –      | –      | xxo    | xxx    | –      | –      | –      | –      | –      | –      | –                 | 1,50  |
| 9.      | Yae Sagara        | Japonia           | o      | o      | o      | xxo    | xxx    | –      | –      | –      | –      | –      | –      | –                 | 1,50  |
| 10.     | Ellen Braumüller  | Niemcy            | o      | –      | –      | –      | xxx    | –      | –      | –      | –      | –      | –      | –                 | 1,41  |